# Alberto Zamot Bula
Alberto Zamot Bula   (Utuado, 19 de novembre de 1942) és un exjugador de bàsquet porto-riqueny que va competir en els Jocs Olímpics d'Estiu de 1964 a Tòquio i els de 1968 a Ciutat de Mèxic.
Va jugar 14 temporades com a professional de bàsquet en la lliga Baloncesto Superior Nacional, de Puerto Rico, amb els Vaqueros de Bayamón des de l'any 1961 fins al 1974, amb qui va guanyar diversos campionats nacionals durant la dècada de 1970 i va anotar un total de 3,367 punts.
Va ser membre de la Selecció de Bàsquet de Puerto Rico i va participar en els Jocs Olímpics de Tòquio de 1964 i en els Jocs Olímpics de Mèxic de 1968. L'any 1999, va ser inclòs a la Sala de la Fama de l'Esport Porto-riqueny. El 2019 se li va concedir la Gran Medalla d'Honor del Senat de Puerto Rico.